# Тітово (Тогульський район)
Тіто́во (рос. Титово) — село у складі Тогульського району Алтайського краю, Росія. Входить до складу Тогульської сільської ради.

## Населення
Населення — 140 осіб (2010; 183 у 2002).
Національний склад (станом на 2002 рік):
- росіяни — 99 %